# Ononis serotina
Ononis serotina är en ärtväxtart som beskrevs av Auguste Nicolas Pomel. Ononis serotina ingår i släktet puktörnen, och familjen ärtväxter. Inga underarter finns listade i Catalogue of Life.